# باتريك جون
باتريك جون (بالإنجليزية: Patrick John)‏ هو لاعب كرة قدم وسياسي دومينيكي، ولد في 7 يناير 1938 بروسو في دومينيكا. حزبياً، نشط في حزب العمال الدومينيكي ‏.